# Gambit (Scheme实现)
Gambit也叫做Gambit-C，是Lisp编程语言家族的Scheme方言一个实现。Gambit实现包括一个Scheme解释器，和将Scheme编译成C的编译器，这使得它成为了跨平台软件。它遵循了标准R4RS、IEEE 1178和R5RS，和一些Scheme实现要求（SRFI）。Gambit最初在1988年发行，而Gambit-C（具有C后端的Gambit）最初在1994年发行。它们是在GNU宽通用公共许可证（LGPL） 2.1和Apache许可证 2.0下发行的自由及开放源代码软件。
通过编译成中间表示，这里采用了可移植的C语言代码（Chicken、Bigloo和Cyclone亦如此），用Gambit书写的程序可以编译于常见的流行操作系统，比如Linux、macOS、其他类Unix系统和Windows。

## Gerbil Scheme
Gerbil scheme是在Gambit-C上实现的Scheme变体。它支持当前的R*RS标准和常见的SRFI，并且拥有受Racket语言启发的先进的宏和模块系统。

## Termite Scheme
Termite Scheme是在Gambit-C上实现的Scheme变体。Termite意图用于分布式计算，它提供受Erlang语言启发的一个简单而强力的并发性的消息传递模型。

## C++和Objective-C集成
尽管Gambit编译器只产生C代码，它支持完全集成于C++和Objective-C编译器，比如GCC。因此，用Gambit-C写成的软件可以包含C++或Objective-C代码，并可以完全集成于相应的库。

## 引用
1. ↑  . 2023年7月26日  [2023年8月3日].
2. ↑  . Gambit wiki.   [2010-03-06]. （原始内容存档于2021-02-26）.
3. ↑  Dimitris Vyzovitis. . Oxford, England: YouTube. 2017-12-11  [2019-03-08]. （原始内容存档于2021-11-09） （英语）.
4. ↑  Germain, Guillaume; Monnier, Stefan; Feeley, Marc.  (PDF). . Scheme and Functional Programming 2006. Portland, Oregon. 2006-09-17  [2019-03-08]. （原始内容 (PDF)存档于2021-09-20）.